# Sean Berdy

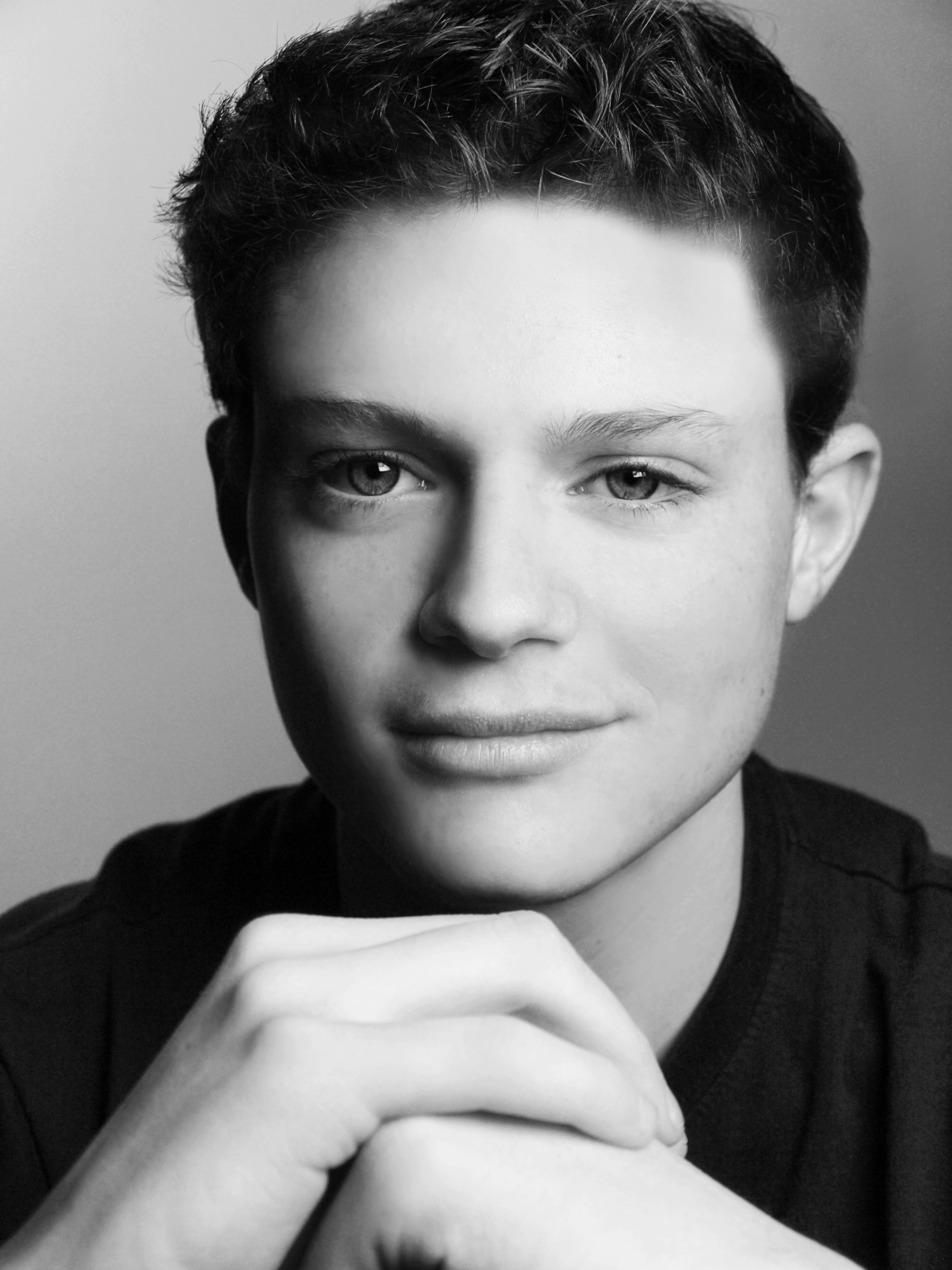
Sean Berdy (2010)

Sean Lance Berdy (* 3. Juni 1993 in Boca Raton, Florida) ist ein gehörloser US-amerikanischer Schauspieler und Komiker. Er ist bekannt aus dem Film Herkules und die Sandlot Kids 2 und spielte in Switched at Birth die Rolle des Emmet Bledsoe. Er war 2011 in der Kategorie TV Breakout Star für den Teen Choice Awards nominiert.

## Leben
In den meisten Film- und Fernsehauftritten nutzt Berdy die amerikanische Gebärdensprache American Sign Language (ASL), da diese seine Muttersprache ist.  Als Schüler der Indiana School for the Deaf, wurde er 2010 zum Mr. Deaf Teen America gewählt. Er trat außerdem mit dem Chor  „Vibrations“ seiner Schule auf. Berdy hat einen jüngeren Bruder Tyler.

## Karriere
Den ersten großen Durchbruch als Schauspieler gelang Berdy mit Herkules und die Sandlot Kids 2 in dem er den Sammy Samuelson verkörperte. Er spielte in dem Film The Bondage und zwei Filmen in ASL-Gebärdensprache (The Deaf Family und The Legend of the Mountain Man)  mit. Er trat in der Werbung von Sprint Relay auf und ist derzeit als Emmett Bledsoe, Sohn von Melody Bledsoe, gespielt von Marlee Matlin, im Disney Channel in der Fernsehserie Switched at Birth zu sehen. Berdy arbeitet zurzeit an seiner Einmannshow The Sean Berdy Show, eine Stand-up-Comedy Show.
Er spielt in der im Jahr 2019 auf Netflix erschienenen Serie "The Society" mit. In seiner Rolle verkörpert er den gehörlosen Sam.